# Esercito Popolare Mongolo
Esercito Popolare Mongolo o Esercito Popolare Rivoluzionario Mongolo era la designazione dell'insieme delle forze armate della Repubblica Popolare Mongola dal 1921 al 1992.
Istituito il 18 marzo 1921 a seguito della rivoluzione comunista come una forza guerrigliera sotto il comando dell'Armata Rossa, l'Esercito Popolare Mongolo si sviluppò come un'autonoma forza armata nazionale grazie all'assistenza dell'Unione Sovietica, venendo impegnato nella repressione interna dei movimenti anticomunisti nonché nella difesa delle frontiere nazionali da minacce esterne; in particolare, l'Esercito Popolare Mongolo combatté al fianco delle forze dell'URSS contro l'Impero giapponese durante le guerre di confine sovietico-giapponesi e la seconda guerra mondiale.
In seguito alla dissoluzione del regime comunista nel 1992, è stato ridenominato come Forze armate della Mongolia.

## Storia

### La nascita

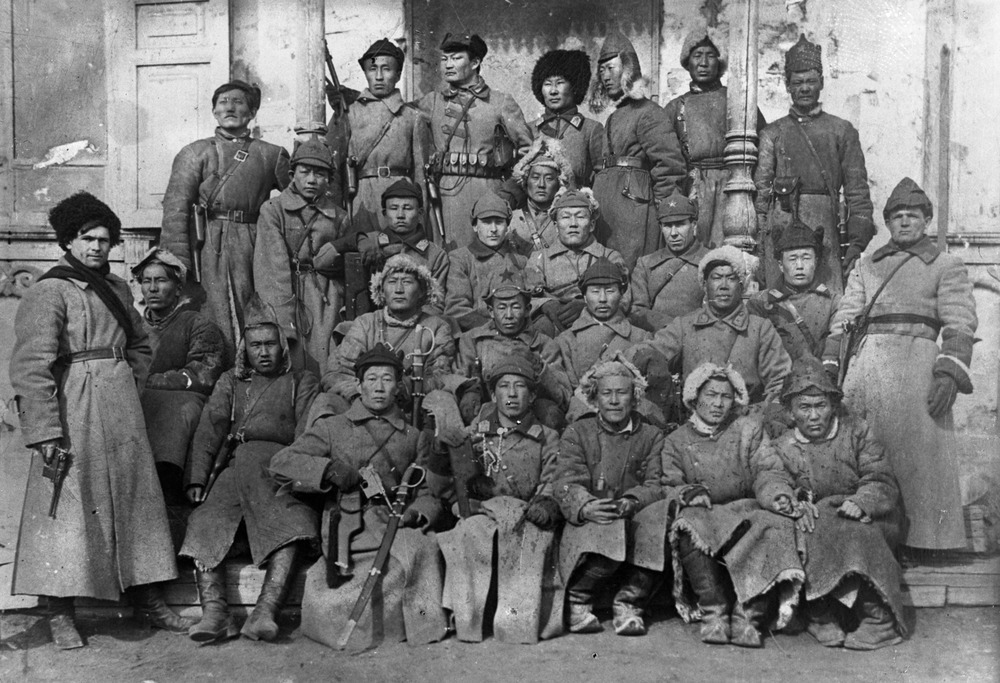
Soldati mongoli e ufficiali sovietici negli anni 1920

L'Esercito Popolare Mongolo nacque nel marzo 1921: nell'ambito degli eventi della cosiddetta "rivoluzione mongola del 1921", il neo-formato Partito del Popolo Mongolo di ispirazione bolscevica scatenò un'insurrezione armata contro le forze dell'Armata Bianca russa e della Repubblica di Cina che all'epoca occupavano militarmente il territorio dell'odierna Mongolia, ricevendo subito il sostegno della Repubblica Socialista Federativa Sovietica Russa impegnata in una dura guerra civile contro i "bianchi". Il primo nucleo della forza armata furono 400 combattenti irregolari capitanati da Damdiny Sùchbaatar, un ex sottufficiale del disciolto esercito del Bogd Khanato di Mongolia, mentre il rivoluzionario Horloogijn Čojbalsan ricopriva la carica di commissario politico della forza; l'Armata Rossa bolscevica inviò subito truppe ed equipaggiamenti per appoggiare la piccola forza. Il 18 marzo 1921 i rivoluzionari mongoli ottennero la loro prima vittoria campale sconfiggendo la guarnigione cinese di Altanbulag; la data fu poi celebrata come giorno di fondazione dello stesso Esercito Popolare Mongolo
.
Dopo aver esteso l'area sotto il suo controllo e reclutato nuove forze, tra il maggio e il luglio 1921 una forza congiunta di truppe dell'Armata Rossa e dell'Esercito Popolare Mongolo occupò la capitale mongola di Niislel Khuree (dal 1924 rinominata Ulan Bator, "Eroe rosso" in lingua mongola) e inflisse una pesante sconfitta alle forze "bianche" del barone Roman von Ungern-Sternberg, catturato dai guerriglieri mongoli e consegnato ai bolscevichi; l'evento portò a una vittoriosa conclusione della rivoluzione, e l'11 luglio 1921 fu istituito un governo provvisorio mongolo con autorità su tutto il territorio nazionale: capo del governo era formalmente il Bogd Khan, ultimo monarca della precedente Mongolia indipendente, ma i bolscevichi mongoli mantennero uno stretto controllo sulla compagine. Si aprì ben presto una lotta per il potere: l'eroe della rivoluzione Sùchbaatar, ministro della guerra, morì in circostanze non del tutto chiare nel 1923 e il filo-sovietico Čojbalsan si assicurò il controllo dell'Esercito purgandolo rapidamente degli elementi troppo nazionalisti. Nel novembre 1924, con la morte del Bogd Khan, venne proclamata la Repubblica Popolare Mongola.

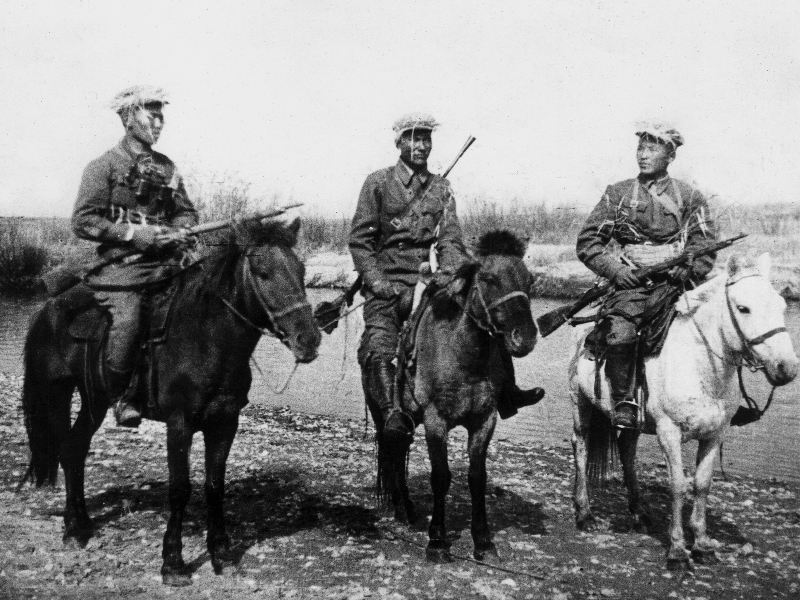
Cavalleria mongola negli anni 1930

Nel corso degli anni 1920, l'Esercito Popolare Mongolo fu impegnato nell'eliminazione delle ultime bande di combattenti "bianchi" rimasti nelle regioni periferiche della nazione e nel contrasto delle incursioni transfrontaliere condotte dai signori della guerra cinesi, oltre che nella repressione di alcune rivolte interne. L'Esercito, strettamente assoggettato al partito, ricevette fino al 60% dei fondi del bilancio nazionale, e con l'introduzione della coscrizione obbligatoria crebbe dai 2.560 effettivi del 1923 ai 4.000 del 1924 e ai 17.000 del 1927, tutti organizzati in reparti di cavalleria (una necessità vista la sostanziale assenza di una rete stradale moderna) e appoggiati da 200 mitragliatrici pesanti, 80 pezzi d'artiglieria e due autoblindo; nel marzo 1925 venne formata anche una piccola branca aerea forte di quattro velivoli. Fu mantenuto uno stretto legame con la neonata Unione Sovietica, la quale fornì armamenti e ufficiali addestratori per reparti i mongoli (lo stesso capo di stato maggiore dell'Esercito Popolare Mongolo era un generale sovietico), e unità dell'Armata Rossa rimasero stanziate in Mongolia almeno fino al 1925.

### Il conflitto contro il Giappone
Durante gli anni 1930 l'Esercito Popolare Mongolo fu variamente impegnato durante il periodo di purghe interne che portò all'istituzione in Mongolia di un regime di stampo stalinista capitanato da Čojbalsan. L'introduzione della collettivizzazione in Mongolia e l'eliminazione delle tradizionali caste nobiliari e monacali mongole portò a svariate rivolte interne, culminate nell'aprile 1932 dall'ammutinamento di circa 3.000 soldati dell'Esercito stesso; i reparti fedeli a Čojbalsan, sostenuti da unità dell'Armata Rossa, repressero rapidamente queste rivolte entro la metà degli anni 1930. L'ammutinamento del 1932 portò a un periodo di ristrutturazione interna dell'Esercito Popolare Mongolo, chiamato ben presto a difendere le frontiere nazionali dalle mire espansionistiche dell'Impero giapponese, giunto al confine mongolo dopo l'invasione della Manciuria del 1931-1932.

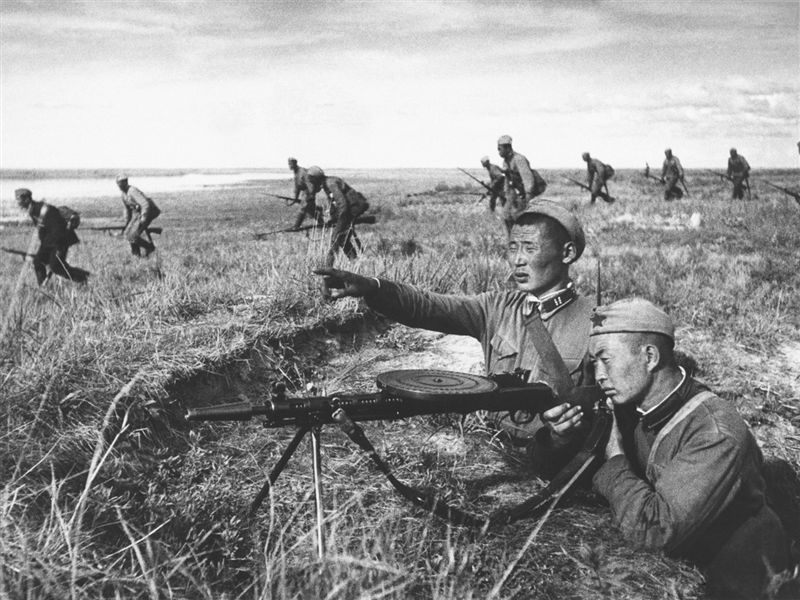
Truppe mongole alla battaglia di Khalkhin Gol nel 1939

Le prime scaramucce di frontiera con le unità giapponesi sul confine mongolo-manciuriano presero vita nel 1934, crescendo in intensità nel corso del 1935 dopo che le unità nipponiche furono penetrate nella regione cinese della Mongolia Interna. Un trattato di amicizia e assistenza tra Mongolia e Unione Sovietica fu rapidamente siglato nel marzo 1936, portando a un netto incremento della presenza militare sovietica nel paese e a un rafforzamento dell'Esercito mongolo; quest'ultima previsione si concretizzò anche nella fondazione nel 1937 di un autonomo Corpo aereo della Mongolia equipaggiato con caccia sovietici Polikarpov I-15 e Polikarpov I-16. La frequenza degli incidenti di frontiera crebbe costantemente in intensità, fino a concretizzarsi in una vera e propria guerra non dichiarata tra Giappone e Unione Sovietica; l'Esercito Popolare Mongolo fu mobilitato fino al suo pieno organico di 80.000 uomini in armi, ripartiti in otto divisioni di cavalleria. Il conflitto culminò con la violenta battaglia di Khalkhin Gol, imperversata dal maggio al settembre 1939 e conclusasi con una decisiva vittoria per le forze mongolo-sovietiche; dopo questa disfatta il Giappone decise di deviare le sue mire espansionistiche verso il Sud-est asiatico, e nel giugno 1940 le parti giunsero a un accordo per la delimitazione dei confini tra Mongolia e Manciuria.
Nel corso della seconda guerra mondiale la Mongolia sostenne lo sforzo bellico dell'Unione Sovietiva contro le Potenze dell'Asse, rifornendo i sovietici di capi d'abbigliamento, prodotti d'allevamento e cavali nonché raccogliendo fondi per finanziare la costituzione di una brigata corazzata e di uno squadrone d'aviazione dell'Armata Rossa; l'Esercito Popolare Mongolo mantenne il suo pieno organico di 80.000 soldati mobilitati, liberando le unità sovietiche dal compito di presidiare il confine con la Manciuria. Unità mongole furono poi attivamente impegnate, anche se con un ruolo secondario, a fianco dell'Armata Rossa nell'agosto 1945 nel corso dell'invasione sovietica della Manciuria, atto conclusivo della guerra in Asia.

### Gli anni della guerra fredda

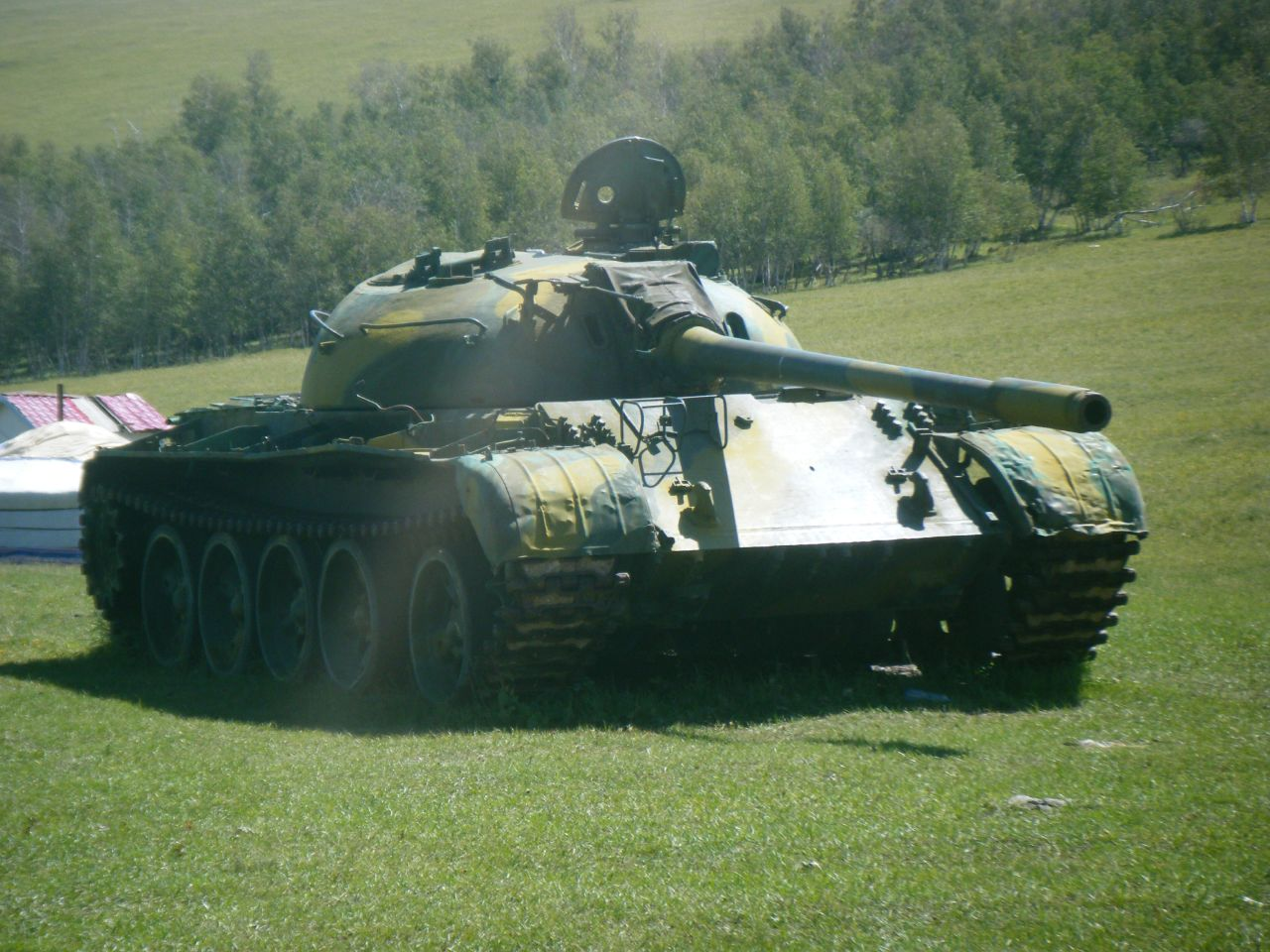
Un carro armato T-55 in servizio con le forze mongole

Nel corso della guerra fredda, la Mongolia rimase stabilmente nell'orbita dell'Unione Sovietica. Il trattato di amicizia e collaborazione tra i due paesi fu rinnovato nel 1946, garantendo l'afflusso di equipaggiamenti moderni alle forze dell'Esercito mongolo; queste furono di nuovo chiamate in azione nel giugno 1947, durante un nuovo periodo di tensioni ai confini della nazione: nel corso della cosiddetta battaglia di Baitag Bogd, unità di cavalleria mongole appoggiate da mezzi corazzati e aerei attaccarono le truppe cinesi del Kuomintang nazionalista nella regione dello Xinjiang, ricacciandole da una serie di territori di confine disputati dalle due nazioni.
La vittoria nel 1949 dei comunisti di Mao Zedong nella pluridecennale guerra civile cinese portò a un allentamento della tensione ai confini della Mongolia, che poté avviare un programma di riduzione delle sue forze armate per liberare risorse a favore delle riforme economiche; questo processo fu incrementato nel 1952 con la morte di Horloogijn Čojbalsan e l'arrivo alla guida del paese di Yumjaagiin Tsedenbal, un economista poco incline a mantenere in servizio un enorme esercito di 80.000 uomini. Buona parte delle unità dell'Esercito Popolare Mongolo fu riconvertita in unità di costruzioni per la realizzazione dei vasti programmi infrastrutturali varati da Tsedenbal, ma anche se ridotta notevolmente in numero la componente da combattimento dell'esercito fu comunque modernizzata: le unità di cavalleria lasciarono quindi il posto a una moderna forza meccanizzata dotata di carri armati, veicoli trasporto truppe e semoventi d'artiglieria forniti dai sovietici. Le ultime unità da combattimento dell'Armata Rossa lasciarono la Mongolia nel 1956, e per quanto consiglieri e istruttori sovietici rimanessero ancora a lungo nel paese all'Esercito Popolare Mongolo fu lasciato un maggior grado di autonomia rispetto al passato.
Nel corso degli anni 1960 l'Esercito Popolare Mongolo fu riportato a uno stato di allerta bellica come conseguenza dello scoppio della crisi sino-sovietica: unità sovietiche tornarono a stanziarsi sul suolo della Mongolia, truppe mongole furono mobilitate e schierate alla frontiera ed entrambe le parti si rinfacciarono accuse di sconfinamento, anche se gli incidenti veri e propri rimasero molto circoscritti; la situazione si stemperò e tornò alla normalità nel corso degli anni 1970. Nel 1966 il Corpo Aereo mongolo (rinominato "Forza Aerea") iniziò a ricevere dai sovietici moderni sistemi missilistici antiaerei S-75, mentre nel 1970 furono consegnati i primi aviogetti da combattimento (caccia Mikoyan-Gurevich MiG-15 e Mikoyan-Gurevich MiG-17) e i primi elicotteri (mezzi da trasporto Mil Mi-8 e utility Kamov Ka-26).
L'Esercito Popolare Mongolo non fu più chiamato a svolgere operazioni di natura bellica. Le forze armate rimasero in disparte nei giorni della rivoluzione democratica della Mongolia nel 1990, e non intervennero contro i dimostranti che chiedevano una transizione a un regime democratico; con la dissoluzione della Repubblica Popolare Mongola, nel 1992 l'Esercito fu quindi rinominato come Forze armate della Mongolia.

## Struttura
L'Esercito Popolare Mongolo era subordinato al controllo del Consiglio militare nazionale, formato dal ministro della difesa (incarico ricoperto sempre da un generale dell'esercito) e dai suoi vice, dal capo dei commissari politici dell'esercito e da membri di alto livello del partito con esperienza militare; il Consiglio rispondeva politicamente al dipartimento militare del Comitato centrale del Partito del Popolo Mongolo, e il controllo del partito sui ranghi era molto stretto: negli anni 1980 fino al 70% degli effettivi dell'Esercito Popolare era iscritto al partito o alle sue organizzazioni giovanili.
Nel 1988 l'Esercito Popolare Mongolo aveva in servizio attivo 24.500 effettivi (21.000 nelle forze di terra e 3.500 nelle forze aeree), di cui 17.000 coscritti impegnati in un servizio militare obbligatorio della durata di 12 mesi; le forze in servizio attivo erano assistite da circa 200.000 membri della riserva militare, mobilitabile in caso di crisi. Le forze di terra erano suddivise in quattro divisioni di fucilieri motorizzati, equipaggiate con armamenti pesanti di origine sovietica: carri armati T-54/55 (circa 300 unità) e T-72 (una cinquantina di mezzi), veicoli trasporto truppe BTR-60, BTR-70 e BTR-80, veicoli da combattimento della fanteria BMP-1, autoblindo BRDM-2 e lanciarazzi BM-21.
Sempre nel 1988 le forze aeree erano organizzate in un reggimento di caccia con velivoli Mikoyan-Gurevich MiG-21, due squadroni di aerei da trasporto con velivoli Antonov An-24, Antonov An-26 e Antonov An-32, e uno squadrone elicotteri equipaggiato con mezzi da trasporto Mil Mi-4 e Mil Mi-8.